# شهرستان جانسون (آرکانزاس)
شهرستان جانسون، آرکانزاس (به انگلیسی: Johnson County, Arkansas) شهرستانی در ایالات متحده آمریکا است که در آرکانزاس واقع شده‌است.

## خصوصیات
شهرستان جانسون ۱٬۷۶۸٫۹۷ کیلومترمربع مساحت دارد.